# Bien de capital
Un bien de capital o de equipo es un bien duradero (aquel que no se agota de manera temprana) usado en la producción de bienes o servicios. Los bienes de capital son uno de los tres tipos de entradas del productor, siendo las otras dos los recursos naturales y el trabajo, todos ellos conocidos como factores de producción primarios.
En el estudio de los sistemas económicos, así como en la economía marxista, el término medios de producción, se utiliza a menudo como sinónimo de bienes de capital. La clasificación fue originada durante el período de la economía clásica y ha continuado siendo el método principal de clasificación.
Los bienes de capital son adquiridos por las sociedades con el fin de generar riqueza que poder reinvertir en los medios de producción. En términos económicos los bienes de capital pueden ser considerados tangibles. Se usan para producir otros bienes o servicios durante un cierto período de tiempo.
Maquinaria, herramientas, edificios, ordenadores, u otro tipo de equipamiento que esté destinado a la producción de otros productos o servicios para vender representan el término bien de capital. Los propietarios de los bienes de capital pueden ser particulares, hogares, empresas o gobiernos. Cualquier material utilizado en la producción de otros bienes es considerado también un bien de capital.
Muchas definiciones y descripciones sobre la producción de bienes de capital han sido propuestas en la literatura. Los bienes de capital son normalmente considerados un tipo de productos de capital intensivo que consisten en muchos componentes. A menudo se usan como sistemas de manufactura o servicios de manera automática. 
Algunos ejemplos incluidos son: buques de guerra, plataformas petrolíferas, así como sistemas de manejo de los equipajes o el equipamiento de las montañas rusas. 
El ciclo de vida de un bien de capital normalmente consiste en su licitación, obtención y puesta a punto, puesta en marcha, fabricación de los productos, mantenimiento y (en ocasiones) parada de la producción. (Blanchard 1997; Hicks et al. 2000; Hobday 1998; Vianello and Ahmed 2008). 

## Diferencias entre bienes de capital y bienes de consumo
Uno debe distinguir entre bienes de capital y bienes de consumo, dependiendo del objetivo de su compra. Un ejemplo de esto es un vehículo como bien de capital. Normalmente es considerado un bien de consumo si la compra de este es realizada por un comprador particular. Sin embargo, los camiones de la basura utilizados por las compañías que se dedican a la manufactura, así como aquellas que se dedican a la construcción, obviamente son bienes de producción. 
La razón de que sean así considerados es que ayudan por ejemplo a construir cosas como presas, carreteras, edificios o puentes. De la misma manera, una barra de chocolate se considera un bien de consumo, pero las máquinas que se usan para producirlo se consideran bienes de producción. Algunos bienes de capital se pueden usar para producir bienes de consumo, tanto para producir otros bienes de capital, como por ejemplo la maquinaria usada para fabricar el camión de la basura del ejemplo anterior. 
Generalmente se considera que el consumo es el resultado lógico de toda actividad económica, pero también es obvio que el nivel de consumo futuro dependerá de la disponibilidad de bienes de capital, y esto a su vez depende de la producción actual en el sector de los bienes de capital.
Por tanto, si se desea incrementar el consumo, la producción de bienes de capital se ha de maximizar. Los bienes de capital se usan para producir bienes de consumo. Por ejemplo: Máquinas. En pocas palabras, los bienes de capital son aquellos que se utilizan para producir otros bienes. 
Los bienes de consumo no se emplean para producir otros bienes. Son utilizados o consumidos por el consumidor  y no ayudan en la producción. Ejemplo:Hamburguesa.

## La importancia de los bienes de capital
Los bienes de capital, con frecuencia llamados productos y sistemas complejos (CoPS, en inglés)(Gann and Salter 2000; Hobday 2000) juegan un importante papel en la economía actual(Acha et al. 2004). Además de permitir a un negocio fabricar los bienes o dar servicio a los clientes, los bienes de capital también tienen su importancia en otros sentidos. En una industria donde el equipamiento para la producción es muy caro,  esto puede suponer una gran barrera de entrada para las nuevas compañías. Si una nueva empresa no puede permitirse comprar las máquinas que necesita para fabricar un producto, por ejemplo, no podrá competir seriamente en el mercado. Una compañía siempre puede permitirse subcontratar a otra para suministrar sus productos, pero esto también es caro. Esto quiere decir que, en las industrias donde los medios de producción representan una parte muy grande de la inversión inicial, el número de compañías compitiendo en ese mercado, es a menudo bajo.

## Inversión requerida
La adquisición de maquinaria y otros equipamientos caros a menudo representa una inversión significativa para la empresa. Cuando un negocio está luchando a menudo pospone las compras todo lo posible, por la simple razón de que carece de sentido gastar dinero en equipamientos si estos no van a ser utilizados. El gasto de capital puede ser un signo de que el productor espera un crecimiento estable en la demanda de sus productos, un signo económico potencialmente positivo. 
En la mayoría de los casos, los bienes de capital requieren una sustanciosa inversión en favor del productor, y su compra es usualmente computada como gasto en capital. Estos bienes son importantes para los negocios porque los usan para producir bienes funcionales para sus clientes o proveerles de servicios valiosos. Como resultado de todo esto, son también llamados bienes de producción o medios de producción.